# Língua dangaleat
Dangaléat (também conhecidq como Dangla, Danal, Dangal) é uma língua  Afro-asiáticas falada no Chade central. Os falantes constituem a maioria da população do Cantão de Migami em Mongo].

## Fonologia
Consoantes Central Dangaleat, Burke 1995)
|                  | Labial | Alveolar | Palatal | Velar |
| ---------------- | ------ | -------- | ------- | ----- |
| Plosiva surda    | p      | t        | c       | k     |
| Plosiva sonora   | b      | d        | ɟ       | g     |
| Implosiva        | ɓ      | ɗ        | ʄ       |       |
| Fricativa surda  |        | s        |         |       |
| Fricativa sonora |        | z        |         |       |
| Nasal            | m      | n        | ɲ       | ŋ     |
| Aproximante      | w      |          | j       |       |
| Lateral          |        | l        |         |       |
| Rótica           |        | r / ɾ    |         |       |

Vogais
| i / ii |        | u / uu |
| e / ee |        | o / oo |
| ɛ / ɛɛ |        | ɔ / ɔɔ |
|        | a / aa |        |